# Ugar (mezőgazdaság)
Az ugar olyan mezőgazdasági terület, amelyet adott pillanatban nem hasznosítanak. Nevezik „rövid parlagnak” is, mivel a „parlag” szó a tartósan (legalább 25–30 évig) nem művelt területet jelöli. Az ugaros, két- és háromnyomásos gazdálkodás a középkor Európájának fő művelési módszere volt mintegy 1–1,5 ezer éven át.
Az ugaroltatás egy-két tenyészideje alatt a talaj szerkezete regenerálódik, a talaj termékenysége javulhat. A gyomok azonban az ilyen rövid pihentetés alatt fennmaradnak, és a termőterület elgyomosodása csak nagy ráfordításokkal állítható meg.